# Типовий проєкт школи на 880 учнів архітектора Коднера 1935 року
Типовий проєкт школи на 880 місць був розроблений у 1935 архітектором Е. С. Коднером (Кодніром).
Відомо загалом про 12 шкіл, побудованих за проєктом: 4 в Києві, по 2 в Одесі і Дніпрі, по 1 в Донецьку, Макіївці, Запоріжжі, Луганську.

## Опис
Чотириповерхова цегляна будівля із симетричним пляном. Перший поверх рустований. Головна фасада має 18 кроків вікон, згрупованих по 3, крайні групи виділені в ризаліти. Ризаліти по краях мають по 2 колони чи півколони, перший поверх із тамбуром. Бічні фасади несиметричні, мають ризаліти. Задня фасада утворює курдонер з бічними крилами глибиною в 3 вікна, ширина курдонеру 8 вікон. В торцях крил один ряд вікон на всі 4 поверхи, зсередини крила мають 3 поверхи,

## Світлини

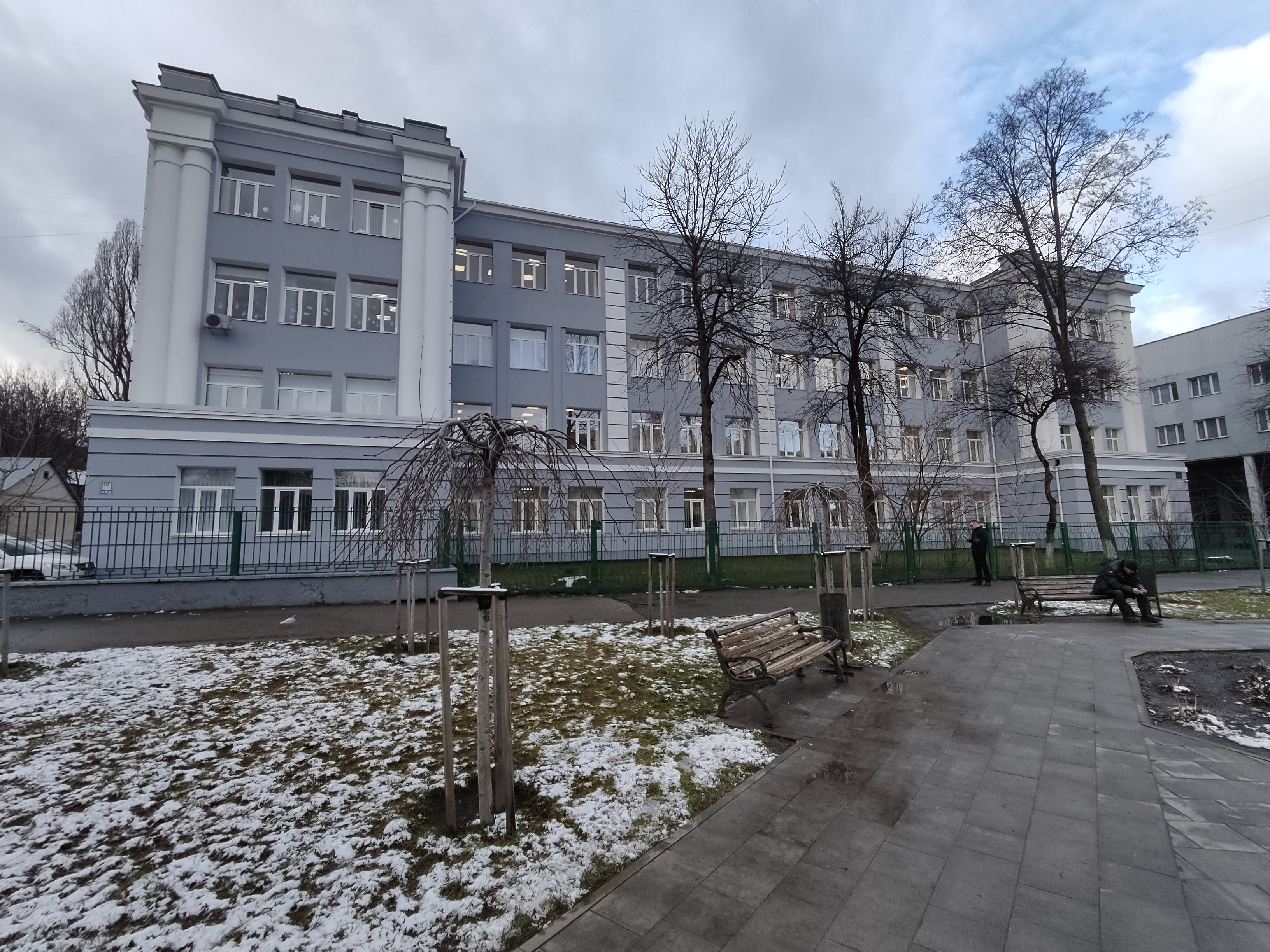
Київ, Шулявка, ліцей № 142, 1935
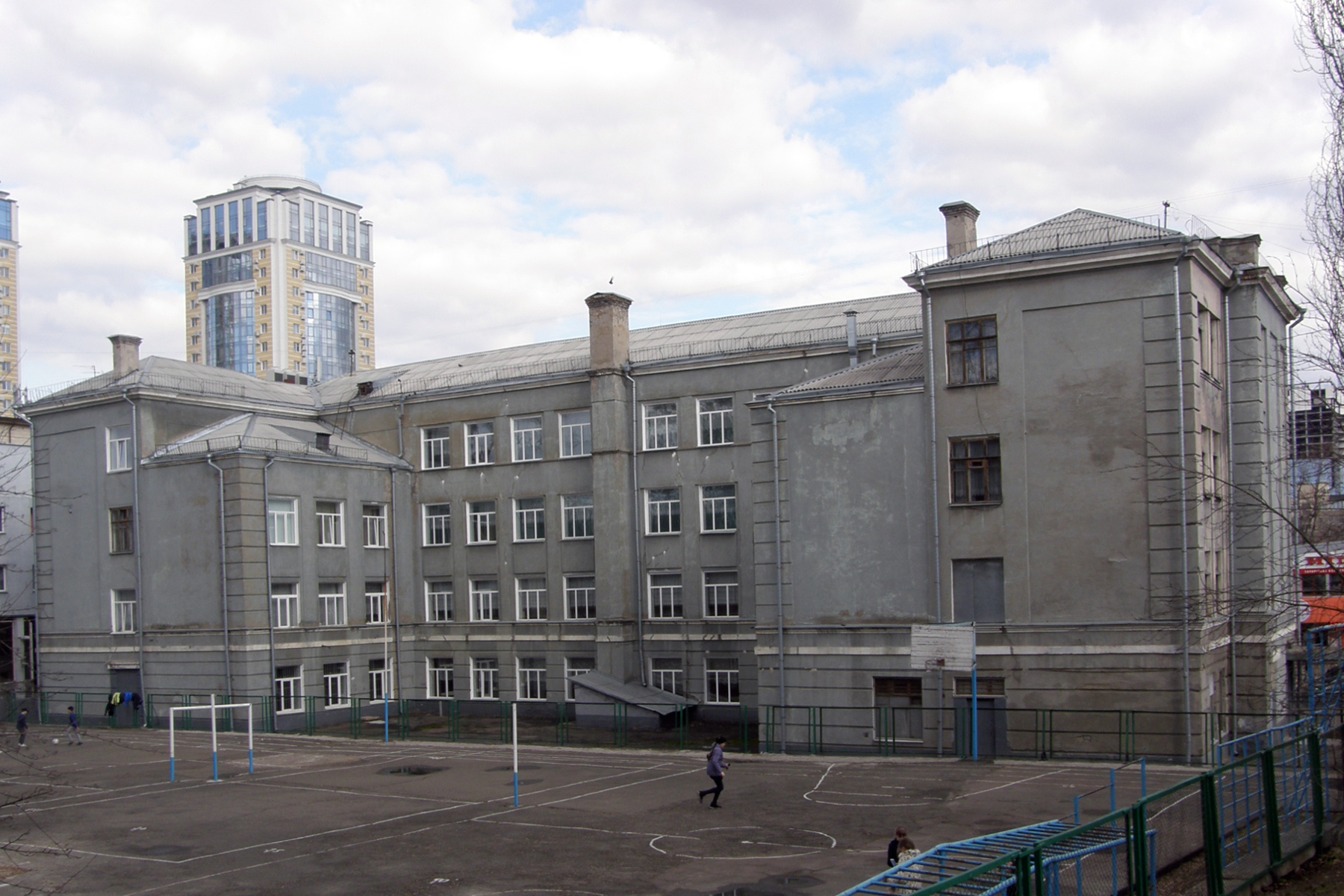
Київ, ліцей № 142 зі двору
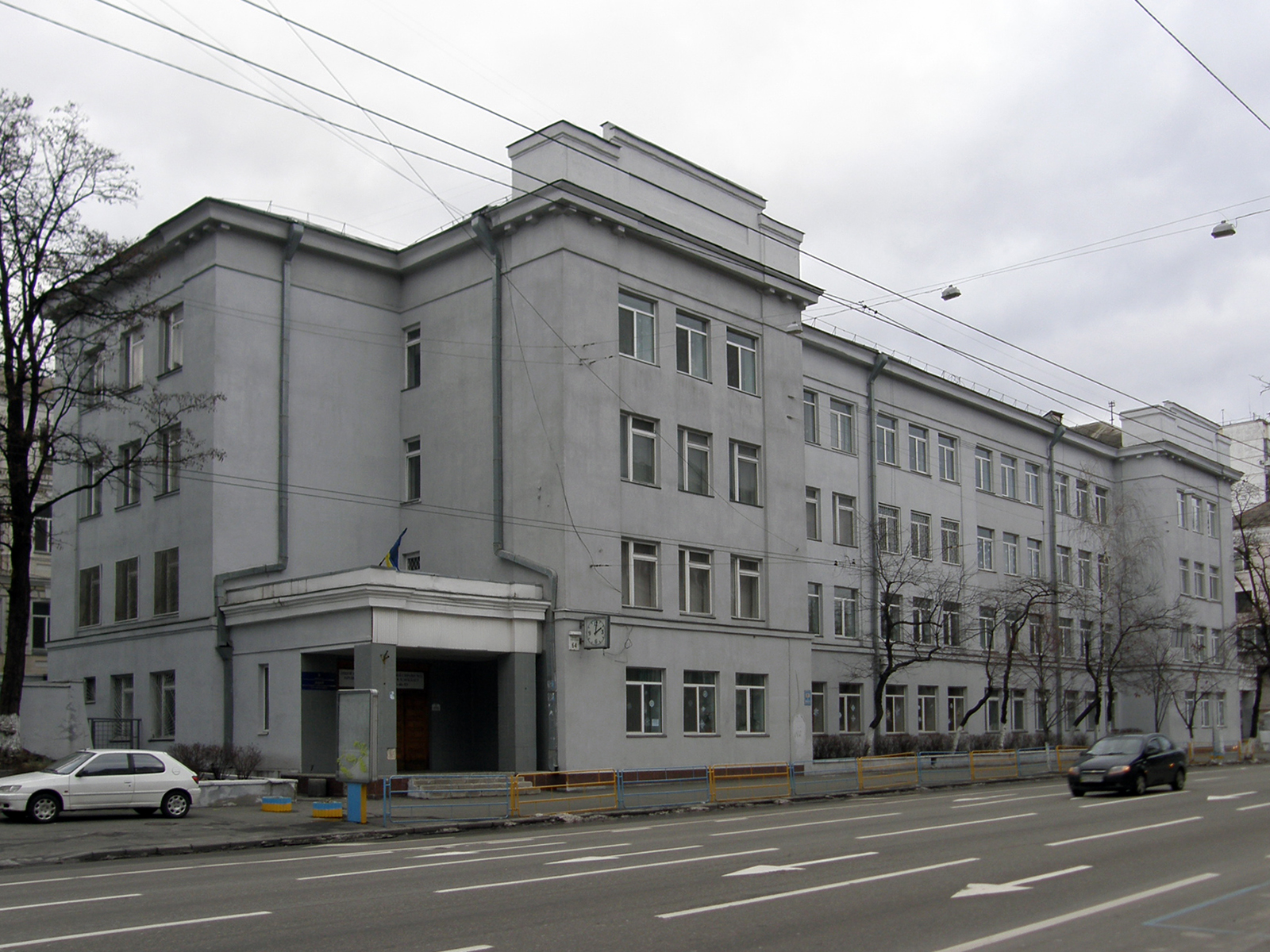
Київ, Нова Забудова, ліцей № 21, 1935, прив'язка архітектора Ю. С. Корбіна
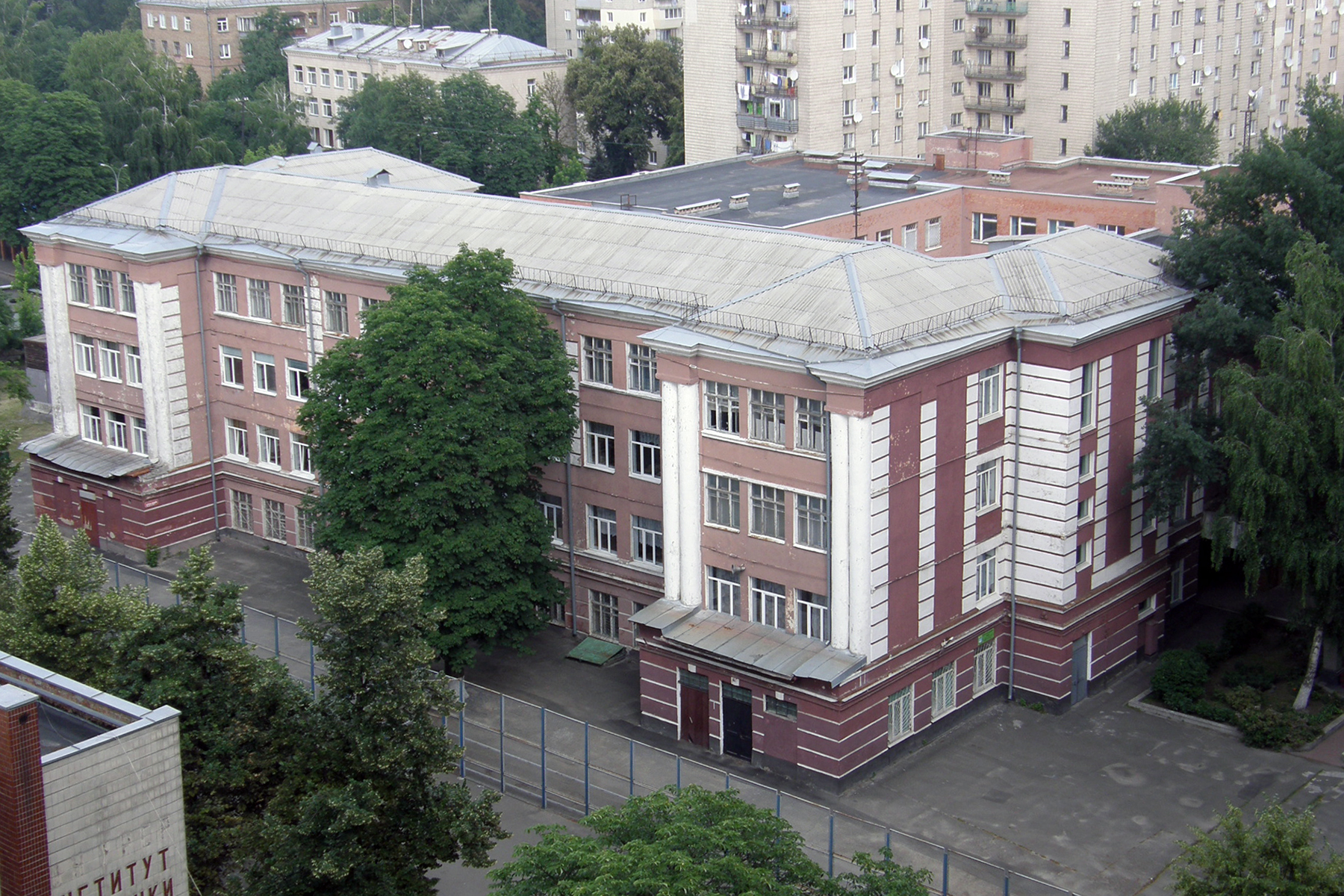
Київ, Печерськ, гімназія № 109, 1935
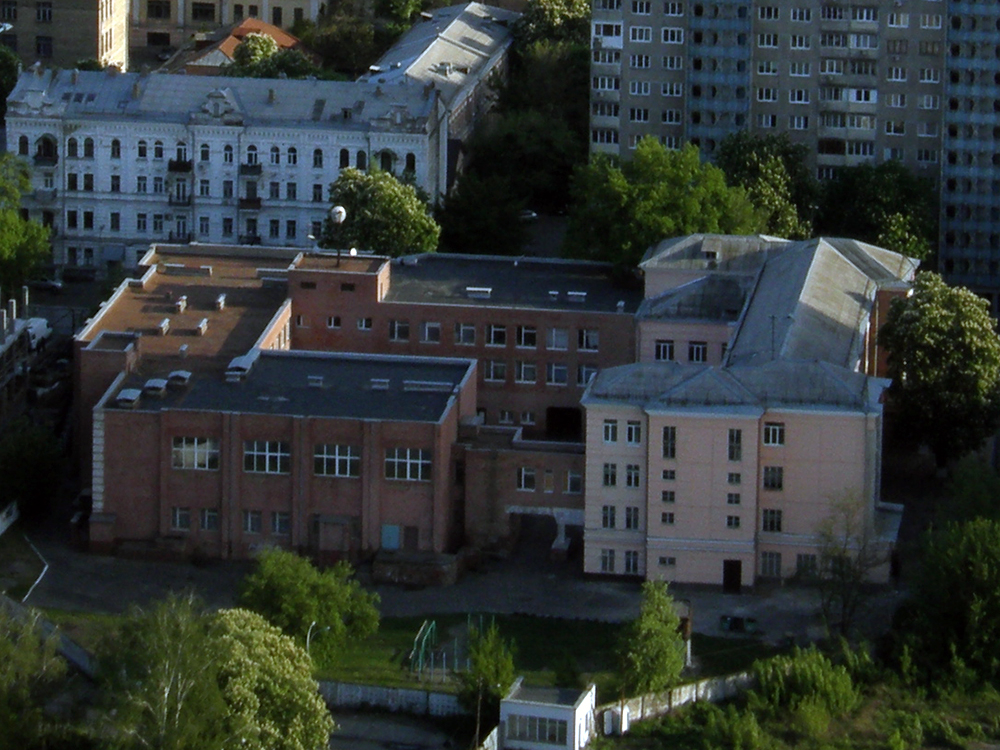
Київ, гімназія № 109 із пізнішою прибудовою
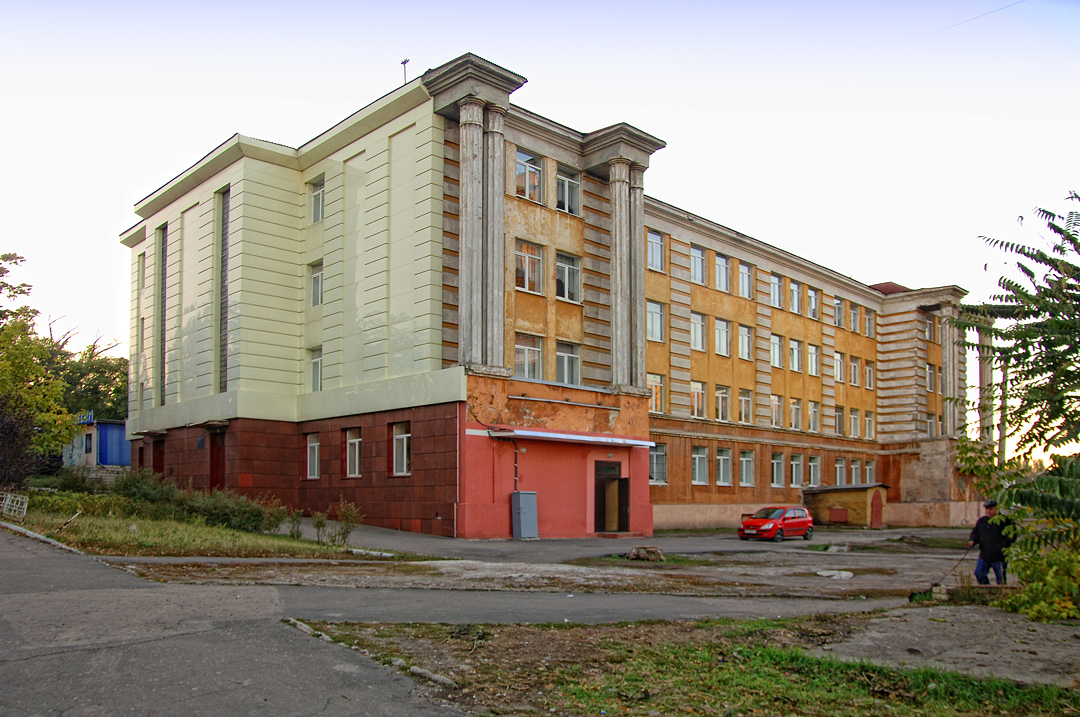
Донецьк, вул. Куйбишева, школа № 42, 1935, з відремонтованою бічною фасадою до ремонту головної
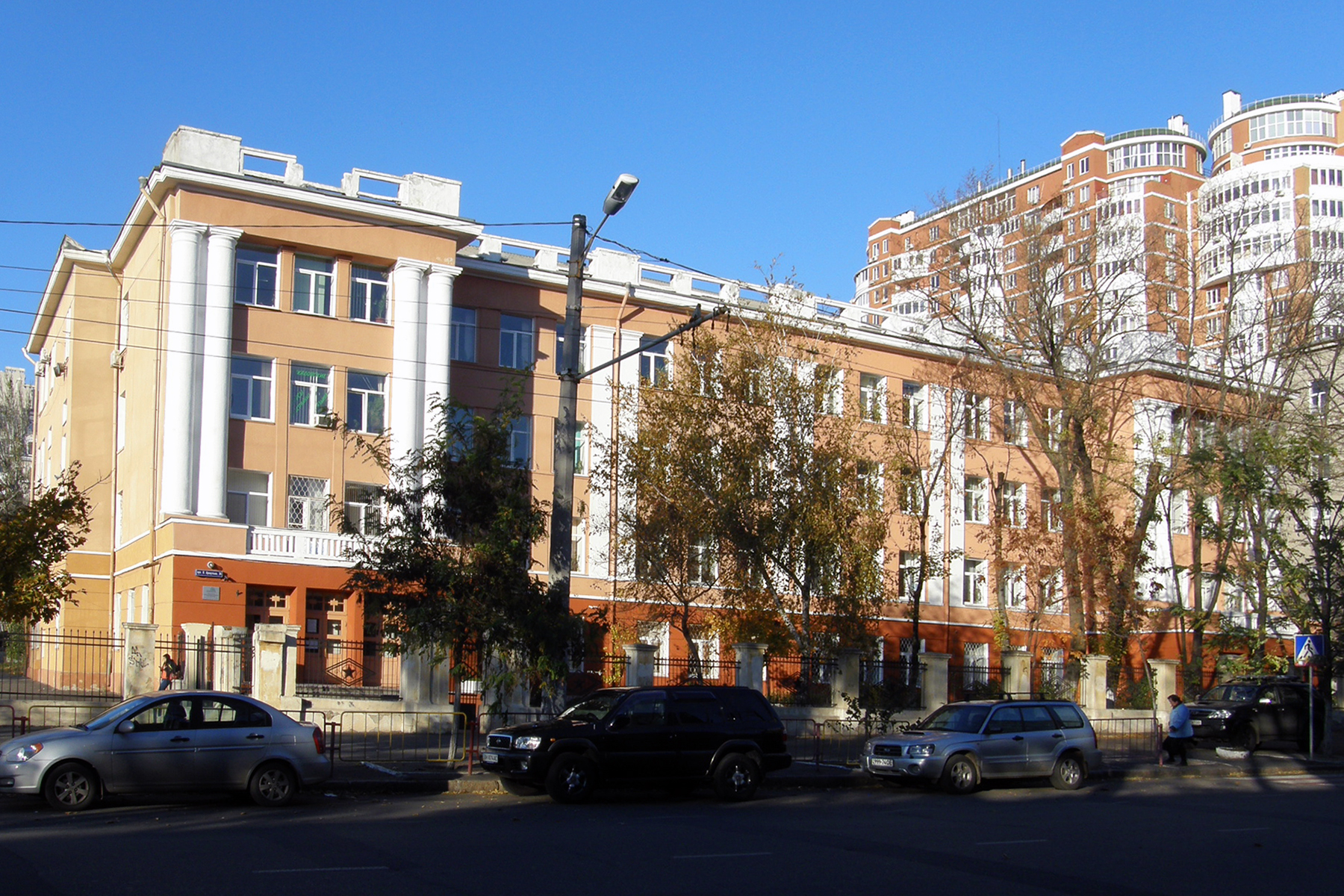
Одеса, центр, 1935, архітектор прив'язки А. І. Міллер, нині школа № 90
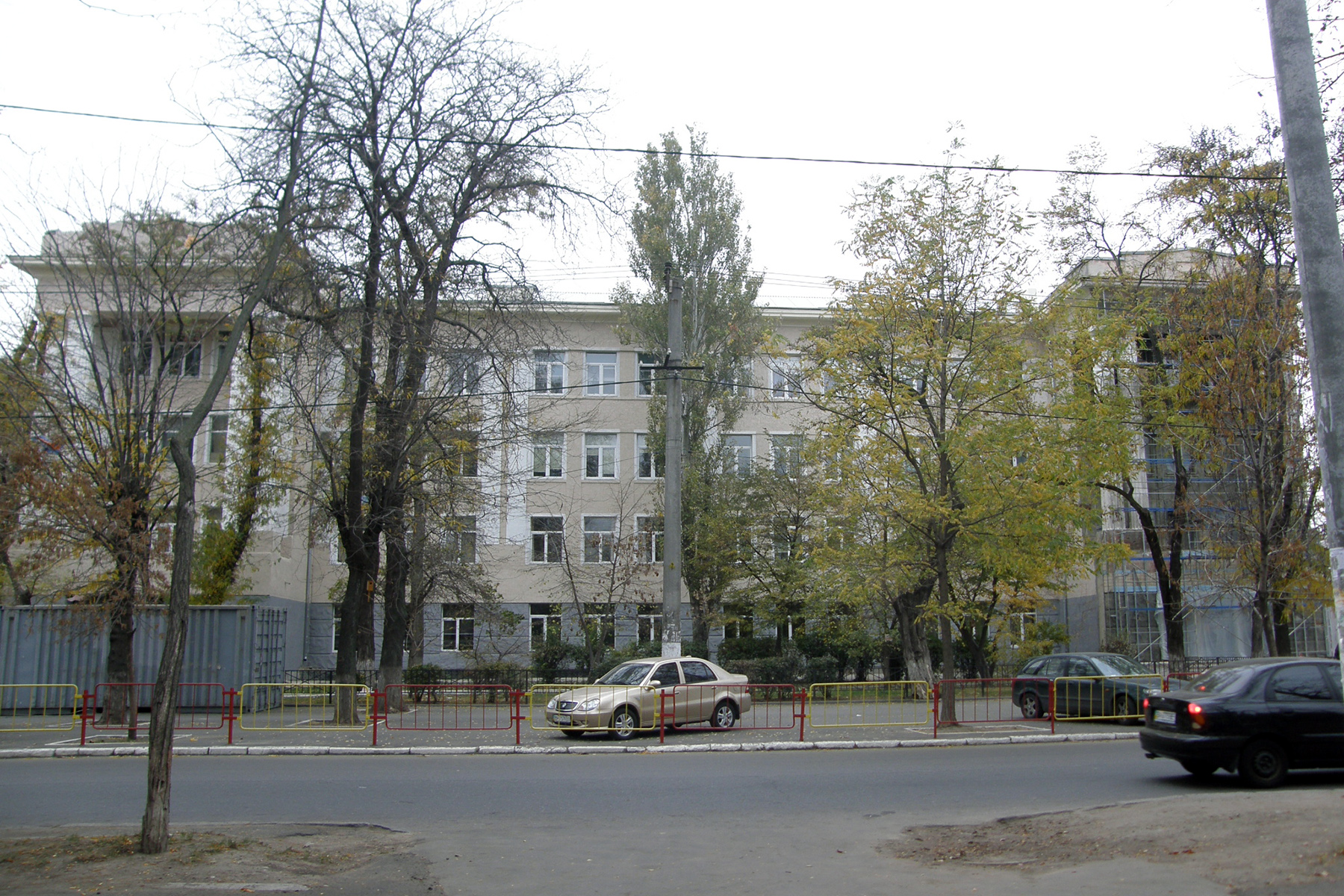
Одеса, Молдаванка, гімназія № 4, 1935, архітектор прив'язки А. І. Міллер
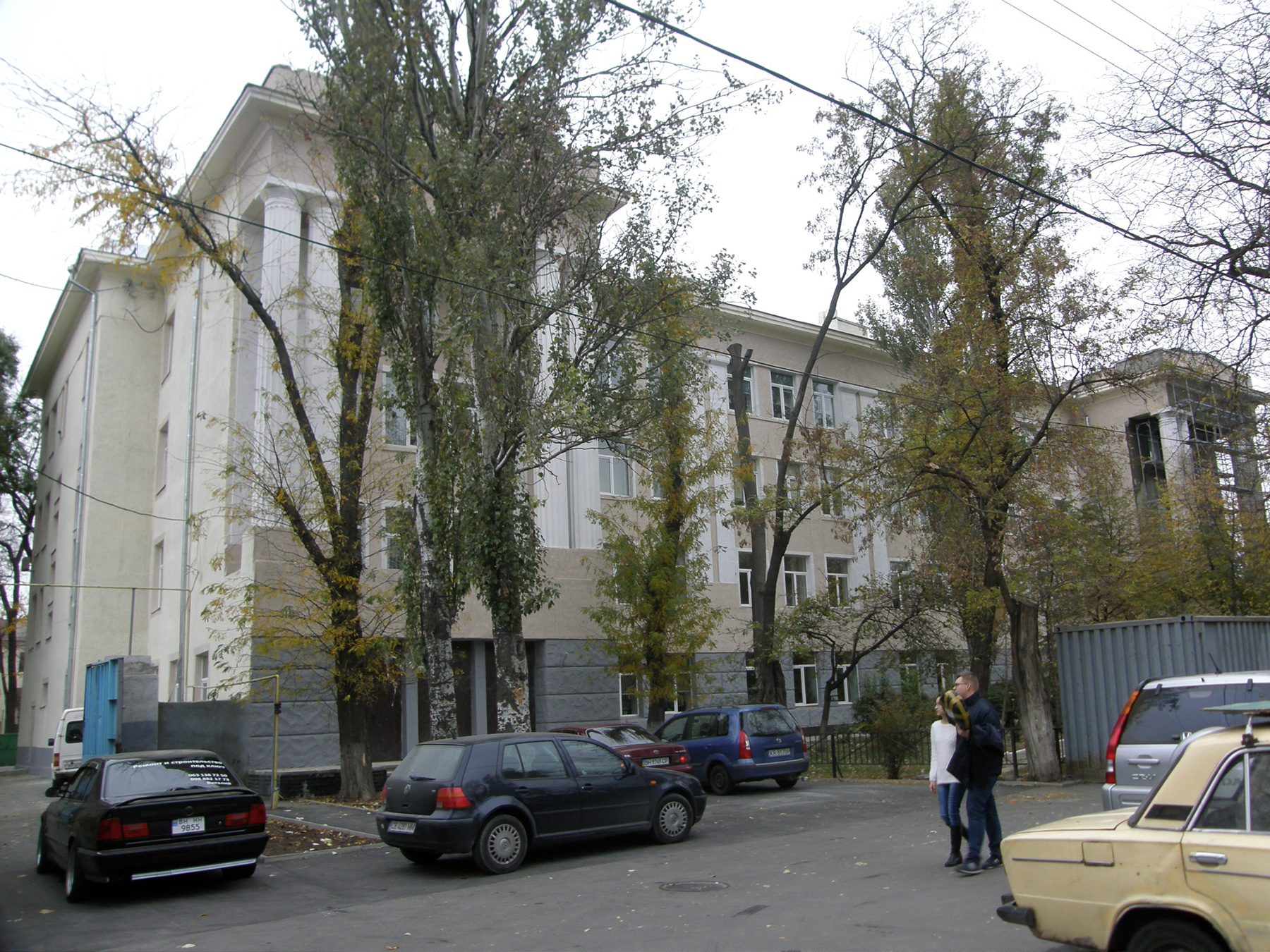
Одеса, Молдаванка, гімназія № 4